# Abu-Nidal-Organisation
Die Abu-Nidal-Organisation (ANO, auch bekannt unter dem Namen Fatah-Revolutionsrat) ist eine von Abu Nidal 1974 gegründete Terrororganisation, die sich von der PLO abspaltete. Die Gruppierung hatte sich auf Anschläge spezialisiert, die sie weltweit ausführte. Hauptziele waren Israelis, Juden und „arabische Veräter“. Sie wurde zuerst von Saddam Hussein, dann von Hafiz al-Assad, dann von Muammar al-Gaddafi und von der Islamischen Republik Iran unterstützt. Die EU und die USA führen die Organisation auf ihrer Liste der Terrororganisationen.

## Aktivitäten und Skandale
Der Gruppierung werden zahlreiche Terroranschläge zur Last gelegt. Unter anderem wird sie für den Anschlag auf Schlomo Argov,  den israelischen Botschafter in Großbritannien am 3. Juni 1982, den Sprengstoffanschlag auf dem Flughafen Frankfurt am Main am 19. Juni 1985, sowie die Anschläge auf die Flughäfen von Rom und Wien am 27. Dezember desselben Jahres verantwortlich gemacht, bei denen insgesamt 21 Menschen ums Leben kamen. Auch der Anschlag auf eine griechische Fähre bei Athen im Sommer 1988, wobei neun Menschen starben und etliche verletzt wurden, sowie einen Angriff auf Synagogen in Paris und Wien (Stadttempel) wird ihr zugeschrieben. Zudem ist sie für die Ermordung des Wiener Politikers Heinz Nittel verantwortlich. 
Der Anschlag in London am 3. Juni 1982, bei dem Argov schwer verletzt wurde, wurde von Menachem Begin zwei Tage später als Rechtfertigung für den beginnenden Libanonkrieg und den Vormarsch auf Beirut genommen. Die dortigen Militärschläge seitens Israel galten jedoch nicht der Abu-Nidal-Organisation. Diese hatte ihre Stützpunkte in Bagdad und Damaskus.
Darüber hinaus beging die Gruppe Auftragsmorde und tötete Angehörige der Fatah, die für Verhandlungen mit Israel eintraten wie z. B. 1983 den Arafat-Vertrauten Issam Sartawi. Ebenfalls durch Abu-Nidal starb Said Hamami. Abu-Nidal wurde aber, anders als andere palästinensische Organisationen, niemals zum Ziel israelischer Vergeltungsschläge. Dies und ihre offensichtliche Arbeit gegen die Interessen der PLO führte zu Spekulationen, die Gruppe sei zumindest in Teilen von israelischen Geheimdiensten unterwandert. Namhafte Historiker bezweifeln aber diese Annahme.
Im Jahr 2000 versuchte die Frau des Abu-Nidal-Finanzreferenten Samir N., eine Ägypterin mit dem Spitznamen „Die Sanfte“, Geld von dessen Bankkonto abzuheben. Sie wurde wegen Terrorismus angeklagt, konnte aber nach Libyen entkommen. Die acht Millionen US-Dollar, die sich bereits seit Jahren auf jenem Wiener Bankkonto befinden, sind seither Gegenstand mehrerer Gerichtsprozesse, die beinahe zur Überweisung des Geldes an ehemalige Mitglieder geführt hätten. 2009 wurde ein entsprechendes Urteil jedoch vom Oberlandesgericht Wien aufgehoben. Ein neuer Prozess, über den 2009 berichtet wurde, sollte klären, was mit dem Geld geschehen würde.